# La Grange (Kentucky)
La Grange is een plaats (city) in de Amerikaanse staat Kentucky, en valt bestuurlijk gezien onder Oldham County. La Grange is vooral bekend omdat het één van de plaatsen in de Verenigde Staten is waar nog steeds goederentreinen in/op de weg rijden. Ook in de nacht.

## Historie
La Grange (De schuur) werd gesticht in 1827. Bijzonder veel gebouwen uit 1830-1938 zijn behouden. De spoorlijn door Mainstreet was gereed in 1850.Dit was echter de spoorlijn tussen Louisville en Frankfurt, die heden ten dage niet meer compleet aanwezig is. In 1869 opende de spoorlijn Louisville-Cincinnati, en dat is de huidige niet-elektrische spoorlijn door de stad. Tussen 1901 en 1935 reed er ook een elektrische interurban tussen Louisville en La Grange.

## Evenementen
Enkele keren per jaar is er een evenement in Mainstreet. De straat is dan afgesloten voor autoverkeer. De treinen rijden echter gewoon dwars door het publiek heen. De enige beveiliging is hun bel, want toeteren mag eigenlijk niet hier. Maar als het nodig is wordt toch de hoorn gebruikt. Af en toe is een 'confrontatie', soms met schade als gevolg.(vooral aan de auto) Vaak duurt het 10 minuten voor de lange trein voorbij is. Het treinverkeer is te volgen via een gratis webcam.
Na noodreparatie in 2019 werd in voorjaar 2020 de rails geheel vernieuwd. Een week lang waren daarom Mainstreet en alle dwarswegen, dus ook de highway, totaal afgesloten; zelfs voor voetgangers.

## Demografie
Bij de volkstelling in 2000 werd het aantal inwoners vastgesteld op 5676.
In 2006 is het aantal inwoners door het United States Census Bureau geschat op 6180, een stijging van 504 (8.9%).

## Geografie
Volgens het United States Census Bureau beslaat de plaats een oppervlakte van
9,8 km², waarvan 9,7 km² land en 0,1 km² water. La Grange ligt op ongeveer 263 m boven zeeniveau.

## Geboren
- Buddy Pepper (1922-1993), acteur en songwriter

## Plaatsen in de nabije omgeving
De onderstaande figuur toont nabijgelegen plaatsen in een straal van 16 km rond La Grange.